# Celtic Park
Celtic Park je fotbalový stadion v oblasti Parkhead ve skotském Glasgow. V Celtic Parku hraje svá domácí utkání jeden z nejslavnějších skotských klubů Celtic Glasgow. Stadion má kapacitu 60 832 diváků (všechna místa jsou k sezení) a je tak druhým největším fotbalovým stadionem ve Skotsku a třetím největším klubovým stadionem na britských ostrovech (po Old Trafford a Tottenham Hotspur Stadium). Celtic Park je znám také pod názvem Parkhead a fanoušky Celticu je přezdíván Ráj (The Paradise). V devadesátých letech, kdy byl renovován skotský národní stadion Hampden Park, hostil Celtic Park několik pohárových finále a utkání skotského národního týmu. Podle průzkumu stanice BBC, který proběhl v roce 2002, je Celtic Park vůbec nejpopulárnějším sportovním stadionem ve Velké Británii. Stadion se nachází 3 km východně od centra města.